# Alouette 1
Alouette 1 war Kanadas erster Satellit. Er wurde im Jahr 1962 in den Orbit geschossen – fünf Jahre nachdem die UdSSR im Jahr 1957 den ersten Satelliten Sputnik 1 in den Orbit geschickt hatte und vier Jahre nachdem die USA Explorer 1 gestartet hatten. Damit war Kanada die dritte Nation mit einem Satelliten im Orbit. Der Name Alouette leitet sich vom französischen Wort für Lerche und vom Titel eines populären französisch-kanadischen Volkslieds ab.
Da der Satellit Kanada zur dritten Nation mit einem Satelliten im All machte, wurde das damit verbundene Program am 8. Juni 2007 durch die kanadische Regierung zu einem „nationalen historischen Ereignis“ erklärt.

## Start und Missionsfortschritt
Alouette 1 wurde in Zusammenarbeit mit der NASA von der Vandenberg Air Force Base in Kalifornien auf einer Thor-Trägerrakete mit einer Agena-Oberstufe am 29. September 1962 ins All gebracht. Alouettes Aufgabe war es, die Ionosphäre zu untersuchen, ein Gebiet der oberen Atmosphäre, in dem auch viele zukünftige Satelliten platziert werden würden. Alouettes Mission dauerte 10 Jahre, bevor das Gerät planmäßig abgeschaltet wurde. Der Missionsdirektor war der Kanadier John Herbert Chapman.
Im Juni 2010 kreiste Alouette 1 noch immer im Orbit und einige der damaligen Verantwortlichen nahmen an, dass es bei Aussendung des Aktivierungssignals eine geringe Chance für seine Reaktivierung gäbe.

## Mehrfachkonstruktion
Zwei weitere Satelliten wurden aus Redundanzgründen für den Fall einer Fehlfunktion gebaut; falls der erste Satellit ausfiele, könnte der zweite nur wenige Monate später gestartet werden. Es dauerte 3½ Jahre vom Vorschlag für Alouette bis zu seiner Entwicklung und seinem Bau. Der mechanische Rahmen wurde in Downsview vom kanadischen Hersteller de Havilland Canada hergestellt, dieses Gebäude ist heute das Toronto Aerospace Museum. Die Satelliten S27-2 (Prototyp), S27-3 (der eingesetzte Satellit) und S27-4 (Backup) wurden vom Defense Telecommunications Establishment Electronics Lab in Ottawa montiert. Die für Alouette verwendeten Batterien wurden von einer Abteilung des Canadian Defence Research Board entwickelt und waren für die lange Lebensdauer des Satelliten verantwortlich. Die verwendeten Antennen waren zwei 45,7 m bzw. 22,8 m lange Dipolantennen.
Nach der Fertigstellung wog Alouette 145,7 kg und wurde von einer zweistufigen Thor-Agena-B-Rakete gestartet. Der Backupsatellit von Alouette 1 wurde 1965 als Alouette 2 gestartet, um den älteren Alouette 1 zu ersetzen.